# Numbu River
Numbu River är ett vattendrag i Fiji.   Det ligger i divisionen Norra divisionen, i den nordöstra delen av landet, 240 km nordost om huvudstaden Suva. Numbu River ligger på ön Vanua Levu.